# Мормозинка
Мормозинка — река в России, протекает по Калужской и Смоленской областям. Левый приток Вороны.

## География
Длина реки составляет 15 км, площадь водосборного бассейна — 104 км².
Река Мормозинка берёт начало в лесах севернее с. Лазинки (центр Лазнинского сельсовета) Спас-Деменского района Калужской области. Русло реки, изначально ориентированное на юго-восток, сворачивает к северо-востоку и пересекает границу Калужской и Смоленской областей. На реке находится деревня Петрово Арнишицкого сельского поселения Угранского района Смоленской области. Мормозинка впадает в Ворону в 15 км от устья.

## Данные водного реестра
По данным государственного водного реестра России относится к Окскому бассейновому округу, водохозяйственный участок реки — Угра от истока и до устья, речной подбассейн реки — Бассейны притоков Оки до впадения Мокши. Речной бассейн реки — Ока.
Код объекта в государственном водном реестре — 09010100412110000020644.

## Притоки
(указано расстояние от устья)
- 3,7 км: река Сенковка (лв)[2]